# Stazione di Su Canale
Stazione di Su Canale vasútállomás Olaszországban, Szardínia régióban, Monti településen.

## Vasútvonalak
Az állomást az alábbi vasútvonalak érintik:
- Cagliari–Golfo Aranci Marittima-vasútvonal

## Kapcsolódó állomások
A vasútállomáshoz az alábbi állomások vannak a legközelebb:
- Stazione di Enas
- Stazione di Chirialza